# 小行星4311
小行星4311（英語：4311 Zguridi）是一颗围绕太阳公转的小行星，於1978年9月26日被柳德米拉·瓦斯列娜·朱然勒娃在克里米亚发现。这颗小行星的绝对星等为125.54231等。
. 哈佛大学.   [2013-07-08]. （原始内容存档于2008-05-17）.。